# Joan Guasp i Vidal
Joan Guasp i Vidal (Consell, Mallorca, 21 de novembre de 1943) és un escriptor català nascut a Mallorca.
Influït per les lectures de Jules Verne, Franz Kafka i Robert Louis Stevenson, començà a escriure als 17 anys. Inicià estudis de dret i filosofia i lletres, però no els acabà. Treballà com a funcionari de correus i des de 1977 torna a escriure novament. Des de 1980, intensifica la seva publicació en català i obté diversos premis: premi de literatura infantil d'Olot (1980), premi Teatre Principal del Consell Insular de Mallorca (1987), premi Baltasar Porcel (2001), Premi El Micalet de València (2003). Durant molts anys ha fet periodisme cultural: crítica teatral, musical i literària. Ha col·laborat a les revistes Última Hora, El Ciervo, S'Esclop, Llengua Nacional i El Mirall, de la qual és actualment el director. Actualment col·labora als diaris Ultima Hora, DBalears i ARA Balears. És membre del PEN català, de l'Obra Cultural Balear, i de l'Associació d'Escriptors en Llengua Catalana. El 2009 se li atorgà un dels Premis d'Actuació Cívica de la Fundació Lluís Carulla. És premi internacional LiberPress de Literatura 2013. Part de la seva obra ha estat traduïda al castellà, al gallec, al francès i a l'anglès. El 2014 se li atorgà el Premi Vila de Consell (Mallorca) a la seva trajectòria cultural i ciutadana. Va ser el fundador del Museu de l'Aforisme de Consell i des del 2001 n'és el Director. Des de l'any 2018, l'Ajuntament convoca el Premi de Teatre "Joan Guasp" Vila de Consell. Des del 2019 també es convoca el premi "Joan Guasp" Vila de Consell de Poesia. El 2023 se li ha concedit el Reconeixement Pau Casasnoves, dels Premis de Maig d'Inca de l'Obra Cultural Balear, per la seva contribució al foment i manteniment de la identitat de la llengua i la cultura catalanes.

## Premis
- Accèssit premi de teatre Lope de Vega de l'Ajuntament de Madrid, per "Querido amigo" (1979)
- 2n premi Ciutat d'Igualada de Teatre per "L'herètic encants dels dubtes" (1987)
- Premi Teatre Principal del Consell de Mallorca, per "Fumar d'amagat" (1987)
- Premi Ciutat d'Olot de Literatura Infantil, per "L'illa d'escuma rosa" (1988)
- Premi de Novel·la Ciutat de Mollerussa, per "El cavall" (1992)
- Premi de Contes Sant Carles Borromeu d'Andorra, per "Eclipse per a un home sol" (1992)
- Premi de Teatre Sant Jordi Casino de Terrassa per l'obra "Melodia de saxo) (1995)
- Premi Fiter i Rosell del Principat d'Andorra, per "Concert de comiat" (1996)
- II Premi SGAE de Teatre per "Oxo", (1996)
- Premi de Narrativa Calldetenes per "Jugar o no jugar" (2000)
- Premi de Teatre El Micalet de València, per "Els papagenos" (2004)
- Premi de Teate Ciutat de Paterna per "El circ dels somnis" (2005)
- Premi Calldetenes de Poesia Jacint Verdaguer, pel poemari aforístic "Riure per no sopar) (2005)
- Premi de Teatre Recull de Blanes, per "Irène Némirovsky" (2006)
- Premi de Teatre Pepe Alba Ciutat de Sagunt, per "El creuer dels etcèteres" (2006)
- Premi de Narrativa Pare Colom Ciutat d'Inca, pel recull de contes "El Generalíssimo...) 2007)
- Premi Nacional de Teatre Castelló a Escena, per l'obra "L'assassí de Déu" (2010)
- Premi de Narrativa Armand Quintana de Calldetenes, per "El Vicari de Crist i altres ficcions" (2010)
- Premi de Poesia Ciutat de Granollers, per l'obra "Blai Bonet i del món" (2010)
- Premi Llorenç Moyà de Teatre, per l'obra "La torre Eiffel". Binissalem (2011)
- Premi Inicia't de Teatre Ciutat de Badalona, per "L'honorable Matarrates" (2011)
- Premi Ciutat de Mutxamel de Teatre Breu amb l'obra "La coca cola calenta" (2012)
- Premi Recull de Blanes (2013)per l'obra de teatre "O.W."[2]
- Premi Pau Casesnoves per la seva trajectòria en favor de la llengua i la identitat catalana (2023)

## Obres

### Narracions
- Les contarelles d'en Pere Ferreguí (1980)
- L'illa d'escuma rosa (1989)
- Eclipsi per a un home sol" (1993)
- Fa molt de fred al nord de Quebec (1996)
- Jugar o no jugar (2000)
- Capellet de vidre : el pensament perifèric (2003)
- El "generalíssimo" i altres històries inversemblants però certes (2007)
- En llengua pròpia (2007)
- El Vicari de Crist i altres ficcions (2010)
- La transfiguració i altres encantaments (2024)

### Novel·la
- Nit de moixos (1988)
- Piu teulader (1991) [infantil]
- El cavall (1993)
- Contar fins a cent (1994) [infantil]
- Concert de comiat (1995)
- La cervesa de Déu (2000)
- La llengua (2007)
- El filòsof i el contrabandista (2017)

### Poesia
- Riure per no sopar. Barcelona (2005)
- Fills del raiguer (2006)
- Singlons del Raiguer (2009)
- Blai Bonet i del món" (2012)
- Constel·lacions i asterismes (2018)

### Biografies
- Teodor Úbeda, atent a tots els batecs (2000)
- Joan Sàlvia, de Nalec a Nova York (2023)

### Teatre
- Querido amigo" Accèssit premi Lope de Vega(1978)
- Tructeatre Les vacacions de don Tòfol, Na Tinons i La sal (1985)
- Kabyl Finalista premi Ignasi Iglesias(1986)
- Fumar d'amagat Premi Teatre Principal de Ciutat de Mallorca (1991)
- Eclipsi per a un home sol (1993)
- Fills de l'espera Premi Recull (1994)
- Oxo Accèssit premi SGAE(1996)
- Viatge a la fi del món Finalista premi Ignasi Iglesias (1998)
- Els titellaires (1999)
- El venedor de cacauets (2001)
- Teatre de transició (2002)
- Els papagenos Premi El Micalet de València (2004)
- La petita balanguera (2004)
- El circ dels somnis Premi ciutat de Paterna (2005)
- Bobóbabàbübü (2006)
- Les noces de paper d'estrassa (2006)
- Irène Némirovsky Premi Recull (2007)
- El creuer dels etcèteres Premi Pepe Alba de Sagunt (2007)
- Homo histrioniqus (2007)
- Calabruix (2007) [infantil]
- L'assassí de Déu (Premi Castelló a Escena 2010)
- La Torre Eiffel (Premi Llorenç Moyà 2011)
- L'honorable Matarrates" (Premi Inicia't Ciutat de Badalona 2011)
- Jaume I l'home més bell del món Ed. Inforaiguer - Inca (2012)
- O. W. (Premi Recull de Blanes 2013) Pagès editors, Lleida (2014)
- La Coca Cola calenta (Premi Ciutat de Mutxamel, Alacant, 2011. Ed. Pont del Petroli, 2014)
- Llull: l'amic de l'Amat (2016) Arola Editors. Tarragona
- L'estàtua de la Llibertat (2017) Arola Ed. Tarragona
- L'escorcoll (2017) Arola Edicions (Tarragona)
- Un dels dies més feliços de les nostres vides. (2017) Arola Editors- Tarragona
- Woody Barretina Barcelona (2022) Editorial Balèria - Palma
- Teatre Reunit (2024) Arola Editorts - Tarragona

### Aforística
- Aforismes. Fogueró de guaspires (2000)
- El plaer de tot això i altres plaers minúsculs (2001)
- Quinze querns (2003)
- Humor meu i Déu meu (2005)
- Animus iocandi (2008)
- Barçaforismes (2010)
- Aviat deixaré de ser un adolescent (2013)
- Els aforismes de les noces d'or (2018
- Caminar d'assegut (2020)